# Áhmed Rádi
Áhmed Rádi Humájs al-Szálehí (arabul: أَحْمَد رَاضِي هَمِيش الصَّالِحِيّ; Bagdad, 1964. április 21. – Bagdad, 2020. június 21.) iraki válogatott labdarúgó, edző. 1988-ban az év játékosának választották Ázsiában. Az iraki és az ázsiai labdarúgás legjobb játékosai között tartják számon.

## Pályafutása

### Klubcsapatban
1981 és 1985 között az Az-Zavra csapatában játszott. 1985-től 1989-ig az Ar-Rasíd játékosa volt és három bajnoki címet szerzett. 1989 és 1993 között ismét az Az-Zavrában szerepelt. 1993 és 1997 között a katari Al-Vakra együttesében játszott. 1997-ben hazatért az Az-Zavrához, ahol még két töltött el és 1999-ben visszavonult.

### A válogatottban
1982 és 1997 között 121 alkalommal szerepelt az iraki válogatottban és 62 gólt szerzett. Részt vett az 1986-os világbajnokságon, ahol a Paraguay, a Belgium és a Mexikó elleni csoportmérkőzésen kezdőként lépett pályára. A Belgium elleni találkozón gólt szerzett és ezzel Rádhi lett az iraki válogatott történetének első gólszerzője a labdarúgó-világbajnokságokon. 
Tagja volt az 1988. évi nyári olimpiai játékokon szereplő válogatott keretének is. 

## Sikerei, díjai
Az-Zavra
- Iráni bajnok (2): 1990–91, 1998–99
- Irak FA-kupa (4): 1990–91, 1992–93, 1997–98, 1998–99
- Bagdad-bajnokság (1): 1991–92

Ar-Rasíd
- Iráni bajnok (3): 1986–87, 1987–88, 1988–89
- Irak FA-kupa (2): 1986–87, 1987–88
- Arab klubok bajnokok kupája (3): 1985, 1986, 1987

Irak
- Ázsia-játékok győztes (1): 1982
- Öböl-kupa győztes (2): 1984, 1988
- Arab-játékok győztes (1): 1985
- Arab nemzetek kupája győztes (1): 1988

Egyéni
- Az év ázsiai játékosa (1): 1988
- Az Öböl-kupa legeredményesebb játékosa: 1988
- Az Arab nemzetek kupája legeredményesebb játékosa (1): 1988
- Az iraki bajnokság legeredményesebb játékosa (2): 1985–86, 1991–92
- Az IFFHS beválasztotta az évszázad 10 legjobb ázsiai játékosa listájára.[9]